# Shir Gah
Shīr Gāh (farsi شیرگاه) è una città dello shahrestān di Savadkuh, circoscrizione di Shir Gah, nella provincia del Mazandaran in Iran. Aveva, nel 2006, una popolazione di 8.529 abitanti. Si trova a sud di Qaemshahr.